# 官垱镇 (沙洋县)
官垱镇是中华人民共和国湖北省荆门市沙洋县下辖的一个镇。

## 行政区划
官垱镇下辖以下村级行政区划单位：
花园社区、黄金村、石岭村、双桥村、亚南村、鄂冢村、高桥村、小庙村、罗池村、斋巷村、雷场村、五星村、赵山村、苏家套村、白洋湖村、友好村、大文村、马沟村、同心村、爱国村、双冢村、熊坪村、王坪村、公议村和张庙村。